# Joseph Whipp
Joseph David Wipp (San Francisco, California, Estados Unidos; 12 de julio de 1941) es un actor estadounidense recordado por sus papeles en las cintas de horror Scream y A Nightmare on Elm Street.

## Carrera
Su primer papel fue en la película de 1979 Escape from Alcatraz como guardia de la prisión. Más tarde apareció en la película de terror de 1984 A Nightmare on Elm Street como el Sargento Parker y en la película de ciencia ficción de 1987 The Hidden. Luego trabajó en la exitosa película de terror de 1996 Scream en el rol del sheriff. Además intervino en el  video clásico de terror de 1989 Death Spa como el desafortunado investigador paranormal Dr. Lido Moray. Una de sus últimas intervenciones fue en el 2010 con Downstream.
Whipp ha protagonizado las telenovelas Generations como Charles Mullen de 1989 a 1990, y en General Hospital como Marty en 1991. Hizo muchas apariciones como invitado en series de televisión, como Lou Grant, The Dukes of Hazzard, The Golden Girls, Night Court, Saludos, Urgencias, Monk y The Middle.
Con frecuencia interpretó papeles de policías, comisarios  o alguien involucrado en la aplicación de la ley cuando trabajaba  en las películas dirigidas por Wes Craven.
Enseñó teatro en Carlmont High School en la década de 1970.

## Filmografía
- Magnum Force (1973) - Nicky
- Escape from Alcatraz (1979) - Guard
- Wrong Is Right (1982) - John Brown
- Second Thoughts (1983) - Jailer
- Body Rock (1984) - Donald
- A Nightmare on Elm Street (1984) - Sargento Parker
- Miracles (1986) - Policía número 1
- Amazons (1986) - Kalungo
- Scorpion (1986) - Ayudante de Leese
- Disorderlies (1987) - Policía 1
- Rampage (1987) - Dr. George Mahon
- The Hidden (1987) - Dr. Rogers
- Death Spa (1989) - Dr. Lido Moray
- The Nutt House (1992) - Doctor Foster
- Scream (1996) - Sheriff Burke
- Suicide Kings (1997) - Harry
- The Midas Touch (1997) - Guardia
- Get a Job (1998) - Pops
- A Place Called Truth (1998) - Sheriff Roy
- Winding Roads (1999) - Larry Riddle
- Southstreet Lullaby (2000) - Smiley
- The Job (2003) - El hombre
- The Gold Bracelet (2006)
- Downstream (2010) - Hungry Joe

## Televisión
- 2020: The Young and the Restless.
- 2014: Criminal Minds.
- 2014: NCIS: Naval Criminal Investigative Service.
- 2012: Last Man Standing.
- 2009/2010: The Middle.
- 2005: Ordinary Miracles.
- 2004: Monk.
- 2003: Lizzie McGuire.
- 2001: ER, emergencias.
- 2000: Providence.
- 1994/1999: Melrose Place.
- 1998: Buddy Faro.
- 1996/1998: Diagnosis Murder.
- 1998: Baywatch.
- 1997: Brooklyn Sur.
- 1997: Pacific Blue.
- 1997: Spy Game.
- 1996: Too Something.
- 1994: Red Shoe Diaries.
- 1981/1996: Days of Our Lives.
- 1989/1990: Generations.
- 1989: Father Dowling Mysteries
- 1987: Werewolf.
- 1987: The Golden Girls.
- 1986: Cheers.
- 1985: Stir Crazy.
- 1985: The Twilight Zone
- 1985: Highway to Heaven.
- 1984: Scarecrow and Mrs. King.
- 1984: Hill Street Blues.
- 1981/1984: The Dukes of Hazzard.
- 1984: Blue Thunder.
- 1982: T.J. Hooker.
- 1982: American Playhouse.
- 1981: The Greatest American Hero.
- 1981: Palmerstown, U.S.A..
- 1980: Lou Grant.
- 1973: The Streets of San Francisco.